# Nikołaj Starikow
Nikołaj Wiktorowicz Starikow, ros. Николай Викторович Стариков (ur. 23 sierpnia 1970 w Leningradzie) – rosyjski pisarz, publicysta, ekonomista i działacz polityczny; założyciel Związku Zawodowego Obywateli Rosji (ros. Профсоюз граждан России), współzałożyciel Partii Wielka Ojczyzna (ros. Партия Великое Отечество), współzałożyciel ruchu Antymajdan (ros. Антимайдан), dyrektor handlowy petersburskiego oddziału stacji telewizyjnej Pierwyj kanał.

## Życiorys
Ukończył studia na Wydziale Chemii Petersburskiego Państwowego Uniwersytetu Inżynierii i Ekonomii im. Palmiro Togliattiego (specjalizacja inżynier-ekonomista przemysłu chemicznego). W roku 2002 wziął udział w wyborach do Zgromadzenia Prawodawczego Petersburga, otrzymując 230 głosów (0,95%).
W 2011 otrzymał Nagrodę Runetu w kategorii „non-fiction” za książkę Nacjonalizacja rubla. Droga do wolności Rosji, wydaną nakładem wydawnictwa Piter.
W 2015 opublikował swoją pierwszą książkę w języku niemieckim.